# Rosalie (film 1937)
Rosalie è un film del 1937 diretto da W. S. Van Dyke

## Trama
Il giovane Dick, cadetto presso l'Accademia Navale Americana incontra una bella ragazza, Rosalie, innamorandosi immediatamente; la giovane, che in realtà è una principessa del lontano stato di Romanza, non ha il coraggio di far sapere a Dick chi lei sia veramente. Partita l'amata, Dick non sa darsi pace per la sua assenza e decide di partire alla ricerca della ragazza.
Arrivato nel Balcani dove si trova il regno di Romanza, Dick apprende che la sua amata Rosalie oltre ad essere una principessa è anche promessa sposa ad un altro. Questo lo convince ad allontanarsi per tornare in America, ma la bella principessa farà di tutto per non perdere il vero amore e alla fine Dick e Rosalie si uniranno in matrimonio.

## Produzione
Il film fu prodotto nel 1936 da William Antony McGuire per la MGM.
Le coreografie delle scene danzate furono create da Albertina Rasch.

## Distribuzione
La pellicola, tratta dall'opera teatrale omonima dello stesso McGuire e Guy Bolton, uscì nelle sale nel 1937.